# Cornel Popa (fotbalist)
Cornel Popa (n. 19 martie 1935 – d. 4 noiembrie 1999) a fost un fotbalist român care a jucat pe postul de fundaș. A jucat pentru echipa națională de fotbal a României în preliminariile Campionatului European de Fotbal 1960. A petrecut cea mai mare parte a carierei sale la Dinamo București.

## Palmares

### Club
Dinamo București
- Divizia A: 1957-1969.
- Cupa României: 1958–59, 1963–64, 1967.

## Distincții
- Ordinul „Meritul Sportiv” clasa a III-a (25 octombrie 1966) „pentru rezultatele deosebite obținute în competițiile sportive internaționale, precum și pentru contribuția valoroasă adusă la dezvoltarea culturii fizice și sportului în țara noastră”[2]